# Bugul Noz

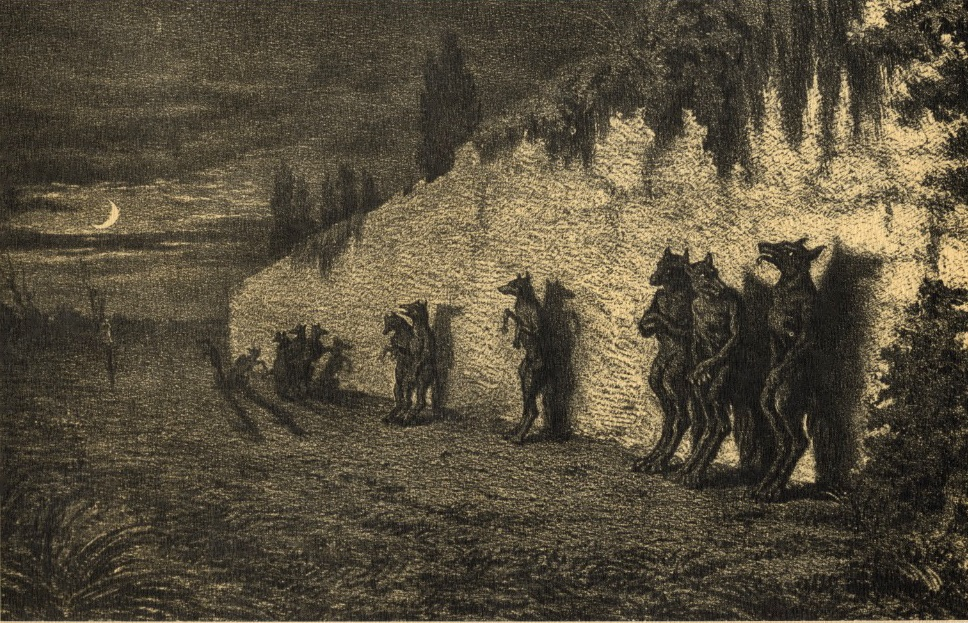
La Colección Bugul-Noz, donde se les presenta como hombres lobo.

En la mitología bretona, el Bugul Noz (byɡylˈnoːs "night shepherd", en español, "pastor de la noche") es un espíritu feérico que vive en los bosques de Bretaña. Es el último de su clase y se dice que es increíblemente feo, lo que le causa angustia. Su apariencia es tan horrible que incluso los animales del bosque lo evitan, y a veces grita para advertir a los humanos de su acercamiento, para no asustarlos. Aunque no es malicioso (de hecho, más bien amable y gentil), siempre está solo debido a su horrible rostro.
El Bugul Noz encuentra una mención en una carta de presentación de una sección del libro La fe mágica en los países celtas, que trata de la fe en las hadas en Bretaña. Anatole Le Braz, profesor de Literatura Francesa en la Universidad de Rennes, Bretaña, menciona el Bugul Noz al autor, el Sr. Wentz. En esta mención, el Bugul Noz parece menos aterrador en su apariencia. En lugar de ser un espíritu a ser temido, podría "cumplir una función benéfica, advirtiendo a los seres humanos que, cuando llega, esa noche no está hecha para quedarse en los campos o en las carreteras, sino para encerrarse detrás de puertas cerradas e irse a dormir. Este pastor de las sombras sería entonces una especie de buen pastor. Nos asegura el descanso y nuestra seguridad, nos saca de los excesos del trabajo y de las trampas de la noche, nos considera como ovejas descarriadas, que deben regresar rápidamente al redil ".